# Alfredo Frassati
Pour les articles homonymes, voir Frassati.
Alfredo Frassati (né le 28 septembre 1868 à Pollone, dans la province de Biella, au Piémont et mort le 21 mai 1961 à Turin) est un chef d'entreprise et journaliste italien, fondateur et directeur du journal libéral La Stampa de 1900 à 1926, et un homme politique sénateur du royaume d'Italie, puis de la République italienne. Il est le père de Pier Giorgio Frassati, mort à 24 ans au service des pauvres à Turin et proclamé bienheureux par le pape Jean-Paul II en 1990 et de Luciana Frassati (1902-2007) qui s'illustra par sa résistance au nazisme. 

## Biographie
Alfredo Frassati est le fils du médecin Pietro Frassati d'Occhieppo et de Giuseppina Coda-Canti. En 1890, il obtient son diplôme de droit à l'université de Turin. En 1894, il rachète le journal la Gazetta Piemontese et le modernise en lui donnant son nom actuel, La Stampa.  Le 5 septembre 1898, il épouse la peintre Adélaïde Ametis. Le couple  a trois enfants :
- Elda (1900-1901)
- Pier Giorgio (1901-1925)
- Luciana (1902-2007), épouse en 1925 un diplomate Polonais

Son père, Pietro Frassati d'Occhieppo, meurt en 1899. 
En 1913, étant le plus jeuneet le premier journaliste membre du Sénat italien, il est nommé sénateur en raison de sa neutralité face au possible déclenchement d'une guerre. À la fin de la guerre, il rejette la proposition de participer au gouvernement de Giovanni Giolitti. Il accepte de devenir en 1920, l'ambassadeur d'Italie à Berlin.
Alfredo Frassati part avec sa famille à Berlin en tant qu'ambassadeur d'Italie en Allemagne. Lors de l'arrivée au pouvoir de Benito Mussolini et des fascistes, Alfredo Frassati, en opposition avec leur politique décide de démissionner de son poste d'ambassadeur le 28 octobre 1922 et retourne en Italie.
L'arrivée du fascisme le conduit à quitter la direction de La Stampa en 1925, puis à vendre le journal à un prix dérisoire aux fascistes. Sa fille épouse la même année un diplomate de l'ambassade de Pologne en Italie et son fils meurt prématurément (il sera béatifié en 1990).
En 1930, il est nommé président de la société Italgas, qui connaît des difficultés à la suite de la crise de 1929, et met en œuvre une restructuration sévère de la société par cession d'actifs à la production parallèle et la distribution de gaz.
Après 1945, il est membre de l'Assemblée nationale et sénateur de la République de droit au terme d'un premier mandat (1948-1953).
Son fils Pier Giorgio Frassati, mort à l'âge de 24 ans, en juillet 1925, a été béatifié par le Pape Jean-Paul II en 1990. Tandis que sa fille, Luciana  Frassati poète et écrivain, résistante, est la mère du journaliste Jas Gawronski et de cinq autres enfants.